# Derm
Derm est une série de bande dessinée française.
- Scénario : Éric Stoffel et Yann Valeani
- Dessins : Yann Valeani
- Couleurs : Marie Lefebvre

## Albums
- Tome 1 : Ali Tatoo (2005)

## Publication
- Delcourt (Collection Neopolis) : Tome 1 (première édition du tome 1).